# Campionati italiani di triathlon olimpico no draft del 2013
I Campionati italiani di triathlon olimpico no draft del 2013 (I edizione) sono stati organizzati dalla Federazione Italiana Triathlon e si sono svolti a Iseo in Lombardia, in data 13 luglio 2013.
Tra gli uomini ha vinto Rodolphe Von Berg (Riviera Triathlon 92), mentre la prima italiana a tagliare il traguardo nella gara femminile è stata Margie Santimaria ( Fiamme Oro), alle spalle dell'ungherese Erika Csomor.

## Risultati

### Élite uomini
| Pos. | Atleta                      | Società sportiva     | Nuoto   | Bici    | Corsa   | Totale  |
| ---- | --------------------------- | -------------------- | ------- | ------- | ------- | ------- |
|      | Rodolphe Von Berg           | Riviera Triathlon 92 | 0:19:32 | 1:13:01 | 0:36:49 | 2:11:17 |
|      | Jonathan Ciavattella        | Esercito             | 0:19:31 | 1:15:24 | 0:36:30 | 2:13:46 |
|      | Gregory Barnaby             | 707 Triathlon Team   | 0:19:34 | 1:17:24 | 0:35:23 | 2:14:12 |
| 4    | Luca Bonazzi                | Freezone             | 0:22:14 | 1:14:39 | 0:35:40 | 2:14:38 |
| 5    | David Ruzsas                | Peperoncino Team     | 0:19:19 | 1:18:56 | 0:35:13 | 2:15:42 |
| 6    | Csaba Kuttor                | Peperoncino Team     | 0:19:30 | 1:18:41 | 0:35:15 | 2:15:49 |
| 7    | Lorenzo Ciuti               | Minerva Roma         | 0:19:36 | 1:17:17 | 0:37:21 | 2:16:14 |
| 8    | Alberto Della Pasqua        | T.D. Rimini          | 0:20:25 | 1:18:22 | 0:36:21 | 2:17:13 |
| 9    | Alessio Picco               | T.D. Rimini          | 0:20:56 | 1:19:02 | 0:35:29 | 2:17:36 |
| 10   | Isacco Andrenucci           | Oxygen Triathlon     | 0:19:37 | 1:19:22 | 0:36:34 | 2:17:39 |
| 11   | Bruno Pasqualini            | Torino Triathlon     | 0:23:02 | 1:16:26 | 0:36:08 | 2:17:47 |
| 12   | Gabriele Salini             | 707 Triathlon Team   | 0:20:15 | 1:18:12 | 0:37:31 | 2:18:06 |
| 13   | Federico Gregorio Incardona | No Limits Friends    | 0:23:12 | 1:15:58 | 0:37:15 | 2:19:03 |
| 14   | Jacopo Butturini            | 707 Triathlon Team   | 0:19:35 | 1:19:18 | 0:39:03 | 2:20:06 |
| 15   | Ennio Salerno               | Multisport Catania   | 0:19:40 | 1:20:36 | 0:37:37 | 2:20:09 |
| 16   | Cristiano Iuliano           | Firenze Triathlon    | 0:22:49 | 1:17:57 | 0:37:25 | 2:20:50 |
| 17   | Michele Insalata            | Nadir on the Road    | 0:23:03 | 1:18:24 | 0:37:22 | 2:21:09 |
| 18   | Luca De Paolis              | Forhans Team         | 0:24:19 | 1:17:06 | 0:37:12 | 2:21:10 |
| 19   | Alessandro Terranova        | Firenze Triathlon    | 0:20:56 | 1:21:11 | 0:36:56 | 2:21:28 |
| 20   | Simone Mantolini            | FIT Program          | 0:23:30 | 1:17:33 | 0:38:14 | 2:21:52 |

### Élite donne
| Pos. | Atleta                         | Società sportiva             | Nuoto   | Bici    | Corsa   | Totale  |
| ---- | ------------------------------ | ---------------------------- | ------- | ------- | ------- | ------- |
|      | Margie Santimaria              | Fiamme Oro                   | 0:21:28 | 1:29:56 | 0:41:55 | 2:35:35 |
|      | Laura Pederzoli                | Ironwoman                    | 0:24:58 | 1:29:39 | 0:41:20 | 2:38:40 |
|      | Giulia Bedorin                 | Padova Triathlon             | 0:22:29 | 1:31:01 | 0:44:03 | 2:40:03 |
| 4    | Michela Menegon                | Firenze Triathlon            | 0:21:31 | 1:31:57 | 0:44:15 | 2:40:33 |
| 5    | Michela Tessaro                | Triathlon 3V                 | 0:23:30 | 1:31:11 | 0:44:58 | 2:42:32 |
| 6    | Sara Tavecchio                 | Triathlon Cremona Stradivari | 0:23:54 | 1:32:17 | 0:44:14 | 2:43:05 |
| 7    | Chiara Ingletto                | Firenze Triathlon            | 0:24:31 | 1:34:30 | 0:42:33 | 2:44:03 |
| 8    | Francesca Meini                | Team Ucsa                    | 0:30:46 | 1:33:43 | 0:38:36 | 2:46:29 |
| 9    | Daniela Pallaro                | Padova Triathlon             | 0:23:55 | 1:36:52 | 0:43:18 | 2:47:23 |
| 10   | Giulia Ballestri               | Modena Triathlon             | 0:24:55 | 1:33:23 | 0:47:00 | 2:48:03 |
| 11   | Elena Schiano Lomorello        | CUS Torino Triathlon         | 0:26:45 | 1:37:53 | 0:42:54 | 2:49:54 |
| 12   | Monica Ferrari                 | Bcicli Triathlon             | 0:29:17 | 1:33:30 | 0:44:45 | 2:50:47 |
| 13   | Manuela Ascoli                 | Minerva Roma                 | 0:24:59 | 1:37:29 | 0:45:28 | 2:51:06 |
| 14   | Stefania Moneta                | ARC Busto Arsizio            | 0:24:59 | 1:38:06 | 0:45:49 | 2:51:42 |
| 15   | Annalisa Bertelle              | G.P. Triathlon               | 0:29:18 | 1:34:57 | 0:44:58 | 2:52:05 |
| 16   | Valentina Sanfelice Di Bagnoli | Canottieri Napoli            | 0:26:05 | 1:34:40 | 0:48:38 | 2:52:39 |
| 17   | Paola Garinei                  | Triathlon Trasimeno          | 0:30:45 | 1:37:06 | 0:41:30 | 2:52:57 |
| 18   | Claudia Bordiga                | Peperoncino Team             | 0:29:18 | 1:34:34 | 0:47:02 | 2:53:36 |
| 19   | Patrizia Dorsi                 | Piacenza Triathlon Vivo      | 0:32:38 | 1:32:45 | 0:45:21 | 2:53:46 |
| 20   | Sara Ziglio                    | 33 Trentini Triathlon        | 0:29:21 | 1:37:24 | 0:43:43 | 2:53:49 |

## Campioni per categoria
| Categoria | Atleta               | Società              | Atleta            | Società               |
| --------- | -------------------- | -------------------- | ----------------- | --------------------- |
| Senior 1  | Rodolphe Von Berg    | Riviera Triathlon 92 | Annalisa Bertelle | G.P. Triathlon        |
| Senior 2  | Isacco Andrenucci    | Oxygen Triathlon     | Giulia Bedorin    | Padova Triathlon      |
| Senior 3  | Gabriele Salini      | 707 Triathlon Team   | Sara Ziglio       | 33 Trentini Triathlon |
| Senior 4  | Cristiano Iuliano    | Firenze Triathlon    | Michela Menegon   | Firenze Triathlon     |
| Master 1  | Luca Bonazzi         | Freezone             | Laura Pederzoli   | Ironwoman             |
| Master 2  | Andrea Lovato        | Bardolino            | Monica Ferrari    | Bcicli Triathlon      |
| Master 3  | Francesco Zane       | A3 Triathlon         | Virna Stavla      | Padova Triathlon      |
| Master 4  | Francesco Alessandri | Freestyle Triathlon  | Daria Meinardi    | Los Tigres            |
| Master 5  | Ermanno Ruffini      | Olimpia Camerino     | Margherita Strata | Elbaman Team          |
| Master 6  | Alfredo Cavaliere    | T.D. Rimini          |                   |                       |
| Master 7  | Egidio Cristofoletti | Triathlon Ostia      | Gabriella Bois    | Cuneo Triathlon       |
| Master 8  | Francesco Fiori      | Verona Triathlon Scv |                   |                       |